# Landrevinae
Sous-famille
Les Landrevinae sont une sous-famille d'insectes orthoptères de la famille des Gryllidae.
Elle forme un groupe avec les Gryllinae Laicharting 1781, les Gryllomiminae Gorochov 1986, les Gryllomorphinae Saussure 1877, les Itarinae Chopard 1932, les Sclerogryllinae Gorochov 1985 et les †Gryllospeculinae Gorochov 1985.

## Liste des genres
Selon Orthoptera Species File (27 mars 2010) :
- Landrevini Gorochov 1982
  - Ahldreva Otte, 1988
  - Ajorama Otte, 1988
  - Apiotarsoides Chopard, 1931
  - Avdrenia Otte, 1988
  - Copholandrevus Chopard, 1925
  - Drelanvus Chopard, 1930
  - Duolandrevus Kirby, 1906
  - Eleva Otte, 1988
  - Endolandrevus Saussure, 1877
  - Fijina Otte, 1988
  - Ginidra Otte, 1988
  - Gryllapterus Bolívar, 1912
  - Hemilandreva Chopard, 1936
  - Jareta Otte, 1988
  - Kotama Otte, 1988
  - Landreva Walker, 1869
  - Lasiogryllus Chopard, 1930
  - Microlandreva Chopard, 1958
  - Mjobergella Chopard, 1925
  - Odontogryllodes Chopard, 1969
  - Oreolandreva Chopard, 1945
  - Papava Otte, 1988
  - Paralandrevus Saussure, 1877
  - Repapa Otte, 1988
  - Sigeva Otte, 1988
  - Solepa Otte, 1988
  - Sutepia Otte, 1988
- Prolandrevini Gorochov 2005
  - Prolandreva Gorochov, 2005
- tribu indéterminée
  - Creolandreva Hugel, 2009
  - Otteana Gorochov, 1990
  - Vasilia Gorochov, 1988

## Référence
- Gorochov, 1982 : A new subfamily of crickets (Orthoptera, Gryllidae) from Indo-Malayan region. in Zhivotnyj mir Vietnama., Nauka, Moscow, p. 147-151.